# Leucémie à tricholeucocytes
 Mise en garde médicale
La leucémie à tricholeucocytes (du grec « tricho », « poil » ou « cheveu »), parfois « tricholeucémie » ou « cellules chevelues », est un type rare de leucémie lymphoblastique qui prend la naissance dans les lymphocytes B ou les cellules B (un type de globule blanc). Cette maladie sanguine des adultes de sexe masculin se manifeste par une grande fatigue, un teint pâle, l'augmentation de volume de la rate et du foie. Elle s'accompagne d'un affaiblissement général du système immunitaire (monocytopénie).

## Symptômes
- Fatigue
- Sensation générale d'inconfort (malaise)
- Perte d'appétit avec perte de poids (cachexie)
- Fièvre
- Essoufflement
- Pâleur
- Palpitations
- Faiblesse
- Etourdissements
- Sensation vague de lourdeur ou de douleur dans la partie supérieure gauche de l'abdomen
- Tendance aux ecchymoses ou aux saignements.

## Diagnostic
Le processus diagnostique de la leucémie à tricholeucocytes débute habituellement par une visite à votre médecin de famille ou quand le résultat d’une analyse sanguine courante laisse croire à un trouble sanguin. Votre médecin  vous questionnera sur les symptômes que vous éprouvez et vous fera un examen physique afin de savoir si votre rate ou votre foie est enflé. En se basant sur ces informations, votre médecin vous prescrira des examens afin de vérifier la présence d’une leucémie à tricholeucocytes ou d’autres problèmes de santé.
On peut avoir recours aux tests qui suivent pour éliminer ou diagnostiquer une leucémie à tricholeucocytes :
- formule sanguine complète (FSC) pour évaluer la quantité et la qualité des globules blancs, des globules rouges et des plaquettes ;
- échographie ou tomodensitométrie (TDM) de l’abdomen pour savoir si la rate ou le foie est enflé ;
- ponction et biopsie de la moelle osseuse pour confirmer ou non si vous avez la leucémie et, si c’est le cas, en connaître le type

## Traitements
On administre habituellement un traitement si la leucémie à tricholeucocytes commence à évoluer. Les signes que c'est le cas sont l'aggravation des symptômes, une baisse du nombre de cellules sanguines et des infections fréquentes. 

### Chimiothérapies
En chimiothérapie, on a recours à des médicaments anticancéreux, ou cytotoxiques, pour détruire les cellules cancéreuses. La chimiothérapie administrée est habituellement systémique, ce qui signifie que les médicaments circulent dans le sang pour atteindre et détruire les cellules cancéreuses dans tout le corps. Les agents chimiothérapeutiques administrés pour traiter la leucémie à tricholeucocytes comprennent ceux-ci :
- cladribine (Leustatin)
- pentostatine (déoxycoformycine, Nipent)

### Traitement ciblé
On a parfois recours au traitement ciblé pour traiter la leucémie à tricholeucocytes. On administre des médicaments pour cibler des molécules spécifiques, comme les protéines, présentes à la surface des cellules cancéreuses. Ces molécules contribuent à l’envoi de signaux qui indiquent aux cellules de croître ou de se diviser. En ciblant ces molécules, les médicaments interrompent la croissance et la propagation des cellules cancéreuses tout en limitant les dommages aux cellules normales. Le traitement ciblé peut aussi être appelé traitement à ciblage moléculaire.
Le rituximab (Rituxan, anti-CD20) est le médicament ciblé qu’on administre le plus souvent pour traiter la leucémie à tricholeucocytes qui est évolutive, récidivante ou réfractaire.

### Thérapie biologique
On administre parfois une thérapie biologique pour traiter la leucémie à tricholeucocytes. On a recours à des substances naturelles ou synthétiques pour détruire ou contrôler les cellules cancéreuses ou bien pour en modifier le comportement.
L’interféron alpha (Intron A, Wellferon) est un type de médicament biologique qu’on administre souvent pour traiter la leucémie à tricholeucocytes qui est évolutive, récidivante ou réfractaire.

### Chirurgie
La plupart des personnes atteintes d’une LT auront une chirurgie pour qu’on leur enlève la rate (splénectomie). Enlever la rate permettra au nombre de cellules sanguines de revenir partiellement ou totalement à la normale.
On pourrait vous proposer une splénectomie si vous avez :
- de la douleur causée par une rate enflée qu'on ne peut pas contrôler ;
- une leucémie à tricholeucocytes récidivante ou réfractaire